# Milton Friedman
Milton Friedman (ur. 31 lipca 1912 w Nowym Jorku, zm. 16 listopada 2006 w San Francisco) – amerykański ekonomista, twórca monetaryzmu, laureat nagrody Banku Szwecji im. Alfreda Nobla w dziedzinie ekonomii w 1976 roku (wcześniej otrzymał John Bates Clark Medal, 1951), przedstawiciel chicagowskiej szkoły ekonomii. Zwolennik wolnego rynku. W książce Kapitalizm i wolność proponował minimalizację roli rządu w gospodarce wolnorynkowej. Twórca testu rang Friedmana używanego w statystyce. Jeden z najbardziej wpływowych ekonomistów swego pokolenia.

## Życiorys
Urodził się w rodzinie żydowskich imigrantów pochodzących z miejscowości Beregszász na Węgrzech (obecnie miejscowość ta leży w granicach Ukrainy i nosi nazwę Berehowo). Studiował na Uniwersytecie Rutgersa (stan New Jersey), następnie na Uniwersytecie w Chicago. Pracował w instytucjach rządowych (Komitet Zasobów Narodowych, Narodowe Biuro Badań Ekonomicznych, Departament Skarbu), w 1946 roku obronił doktorat na Uniwersytecie Columbia. Od 1948 roku profesor Uniwersytetu w Chicago. Zaliczany do czołowych postaci chicagowskiej szkoły ekonomii.
Uznał podaż pieniądza za główny czynnik wpływający na poziom produktu narodowego brutto, inflacji, przypisując jedynie rolę zjawiska pieniężnego; zalecał zwiększanie podaży pieniądza w tempie odpowiadającym wzrostowi produktu narodowego brutto, co miało zapewnić stabilizację gospodarczą. W latach 60. prowadził dyskusję nad koncepcją Negative Income Tax (NIT) (wypracowaną przez Juliet Rhys-Williams w latach 40. XX wieku), czyli nad dofinansowaniem zarabiających poniżej określonej kwoty, przy jednoczesnej likwidacji wszelkich zasiłków społecznych. Interwencjonizmowi państwa w gospodarkę przeciwstawiał system gospodarki rynkowej opartej na własności prywatnej, wolnej konkurencji i indywidualnej przedsiębiorczości. Atakował politykę fiskalną państwa, a szczególnie wysokie wydatki na cele socjalne, zasiłki dla bezrobotnych i ubezpieczenia społeczne, które pociągają za sobą wysokie podatki ograniczające działalność przedsiębiorstw i hamujące procesy wzrostu gospodarczego. Uznał, że ekonomiczne funkcje państwa powinny być ograniczone, a jego działalność powinna się koncentrować na zapewnieniu zewnętrznego bezpieczeństwa państwa oraz na stworzeniu mechanizmu rynkowego. Proponował wprowadzenie zasady wolnego handlu międzynarodowego oraz odchodzenie od polityki protekcjonizmu celnego. Uważał, że powszechna edukacja obywateli prowadzona przez rząd działa negatywnie i najlepiej byłoby przenieść obowiązek zapewnienia każdemu dziecku minimum wykształcenia na rodziców każdego dziecka. Był ostrym krytykiem doktryny Keynesa – do tego stopnia, że powołany jeszcze za Franklina Delano Roosevelta program zwalczania dyskryminacji mniejszości na rynku pracy porównywał do ustaw norymberskich.
W 1975 roku przebywał w Chile, gdzie został doradcą chilijskiego dyktatora Augusta Pinocheta i zaproponował mu przeprowadzenie drastycznych zmian transformacyjnych (tzw. terapii szokowej), opartych na obniżce podatków, liberalizacji handlu, prywatyzacji usług publicznych, cięciu wydatków socjalnych. Wizyta była krytykowana w amerykańskich mediach, które zarzucały Friedmanowi poparcie dla łamania praw człowieka. Niedługo potem Pinochet został wsparty wieloma doradcami ekonomicznymi z chicagowskiej szkoły ekonomii, a przeprowadzane za ich radą procesy prywatyzacyjne – idące w parze z prześladowaniami lewicowych działaczy politycznych – Friedman eufemistycznie nazywał „ułatwieniem procesu dostosowawczego”. Ponownie odwiedził Chile w 1981 roku.
W 1976 roku otrzymał nagrodę Banku Szwecji im. Alfreda Nobla w dziedzinie ekonomii za dokonania w zakresie analizy konsumpcji, historii i teorii monetarnej oraz za pokazanie złożoności polityki stabilizacji. Nagroda dla Friedmana spotkała się z silnymi protestami obrońców praw człowieka. Przedmiotem kontrowersji była nie tylko współpraca Friedmana z dyktaturą w Chile, ale również kontrowersyjne poglądy, przez wielu uważane za antydemokratyczne. Szczególnie znane w tym kontekście są wypowiedzi Williama F. Buckleya Jr., a zwłaszcza Arthura Laffera („Chcesz udowodnić, że Milton Friedman jest faszystą? To proste. Zacytuj go”). Jednak sam Friedman wielokrotnie podkreślał, że jest wielkim przeciwnikiem autorytaryzmu i wierzy w wolność jednostki.

Friedman i Reagan, 1988

Był członkiem Rady Doradców Ekonomicznych prezydentów Richarda Nixona oraz Ronalda Reagana. Tworzył tzw. reaganomikę, która stanowiła powtórzenie taktyki szoku przyjętej w Chile w latach 70. – cięcia wydatków socjalnych i obniżki podatków przy znaczącym ograniczeniu opiekuńczej roli państwa. W 1988 roku Reagan nagrodził Friedmana Prezydenckim Medalem Wolności oraz Narodowym Medalem Naukowym; jednakże przypisywane Friedmanowi reformy będące częścią reaganowskiego neokonserwatyzmu przyczyniły się w Stanach Zjednoczonych do gwałtownego wzrostu nierówności społecznych, zmniejszenia roli związków zawodowych i umocnienia się korporacji.
W 2005 roku, po powodzi w Nowym Orleanie wskutek przejścia przez miasto huraganu Katrina, Friedman zaproponował przeznaczenie części pieniędzy przeznaczonych na odbudowę szkół państwowych – na dystrybucję bonów przeznaczonych do finansowania edukacji w prywatnych szkołach. Pomysł ten podchwycili eksperci z prawicowych think tanków, likwidując większość szkół państwowych na terenie miasta na rzecz prywatnych, wskutek czego zwolnieniu podległo 4700 nauczycieli zrzeszonych w związkach zawodowych. Magazyn „Rethinking Schools” określił operację mianem „edukacyjnej grabieży ziemi”, a Naomi Klein przypisała Friedmanowi główną odpowiedzialność za gwałtowną prywatyzację mienia publicznego przez zwolenników ekonomisty, określając jego doktrynę mianem „kapitalizmu kataklizmowego”.
Zmarł 16 listopada 2006 roku w szpitalu w San Francisco.

## Życie prywatne
Był mężem Rose D. Friedman (1910–2009), z którą napisał kilka książek, ojcem Davida i Janet, dziadkiem Patriego.

## Wybrane publikacje
- Essays in Positive Economics (1953)
- A Theory of the Consumption Function (1957)
- Kapitalizm i wolność (1962, wydanie polskie poza cenzurą[15] 1984)
- A Monetary History of the United States 1867–1960 (współautor, 1963)
- Wolny wybór (współautor, 1980, wydanie polskie 1996)
- Monetary Trends in the United States and the United Kingdom (współautor, 1982)
- The Tyranny of the Status Quo (współautor, 1984)
- The Essence of Friedman (1984)
- Money Mischief (1992)